# Saxifraga svalbardensis
Saxifraga svalbardensis — вид трав'янистих рослин родини Ломикаменеві (Saxifragaceae), який зростає на архіпелазі Шпіцберген.

## Таксономічні примітки
Saxifraga svalbardensis подібний до S. cernua як морфологією, так і хімічним складом. Сприймається як гібрид S. cernua та S. rivularis (Øvstedal 1988; Brochmann et al. 1998). Автори ж, які обходять рослини Свальбарду в основному приймають S. svalbardensis як вид, бо він часто локально поширений на великих ділянках архіпелагу, екологічно і в основному також просторово відділений від обох запропонованих батьків, помітно відрізняється морфологічно й легко відрізняється від найбільш близького з його передбачуваних батьків, S. cernua. Найбільш очевидною диференційною ознакою є те, що S. cernua майже повністю без пагонів, а S. svalbardensis регулярно має дуже тонкі пагони глибоко в шарі моху, де він росте. Крім того, квіти S. cernua великі й правильні з білими пелюстками, а квіти S. svalbardensis менших розмірів і часто неправильні з частково скороченими пелюстками з бузковими смугами або лілові більш-менш всюди. S. cernua зростає в різних типах середовищ, але дуже рідко на мокрих мохових болотах, де зростає S. svalbardensis.

## Опис
Це багаторічні килимотвірні трав'янисті рослини з підземними столонами, що регулярно присутні. Листки прикореневі й стеблові. Бліді зимівні цибулеподібні бруньки розміщені при основі стовбура. Стебла до 10–12 см, одиничний (рідше 2–3 разом), прямі, прості, з цибулинами в усіх стовбурових пазухах листків, слабо волосисті біля основи, більш густоволосі залозистими волосками в верхніх частинах. Листки чергові. Прикореневі листи з черешками (0.5)0.7–1.5(2.0) см. Листові пластини 0.4–0.5(0.7) × 0.6–0.8(0.9) см, пальчасто лопатеві, зазвичай з 5 підгострими лопатями. Стеблові листки значно менші, прості або з 1–2 лопатями, з одною, рідше кількома від червоного до фіолетового кольору цибулинками в кожній пазусі листка. Листи з рідкісними залозистими і незалозистими волосками, в основному по краях, або голі.
Суцвіття: єдина (дуже рідко дві) квітка на кінці квіткового стебла. Квіти в принципі радіально симетричні, складаються з 5 вільних чашолистків і пелюсток, але часто неправильні через нерівномірний розвиток пелюсток (а також чашолистків). Чашолистки 2–3 × 1.5–2 мм, неправильний яйцеподібні, з рясними або рідкісними залозистими волосками, зелені або з червонуватим відтінком, але іноді з білими краями. Пелюстки 3–7 × 2–4 мм, у 2–3 рази довші за чашолистки, неправильно вузько довгасті, білі з бузковими жилками. Тичинок 10 або менше. Плоди — коробочки з потенційно численним насінням, але капсули й насіння дуже рідко розвинені.

## Відтворення
Тільки вегетативне розмноження пагонами та цибулинками. Імовірне дуже рідкісне насіннєве розмноження. Місцеве вегетативне розмноження пагонами дуже ефективне, що призводить до утворення великих, мономорфних килимів. Вегетативне розмноження за допомогою цибулинок ефективне для великих відстаней.  Насіння не спостерігалося на Шпіцбергені. Вид утворює велику кількість цибулинок, які падають на землю.

## Поширення
Вид розглядався як ендемік архіпелагу Шпіцберген, але щонайменше, один зразок з російської Нової Землі, зібраний у 1921, в даний час визначені як такий, що належать до цього таксона. Вид, можливо, має поширення в російській Арктиці.
Майже обмежується вологою моховою тундрою, моховими болотами і заболоченими місцями. Рідко був виявлений на мокрому гравію або піску, без мохового покриву. Більшість місць зростання на рівній чи злегка похилій поверхні. Ймовірно, байдужий до реакції ґрунту (рН).